# Kosz balonowy

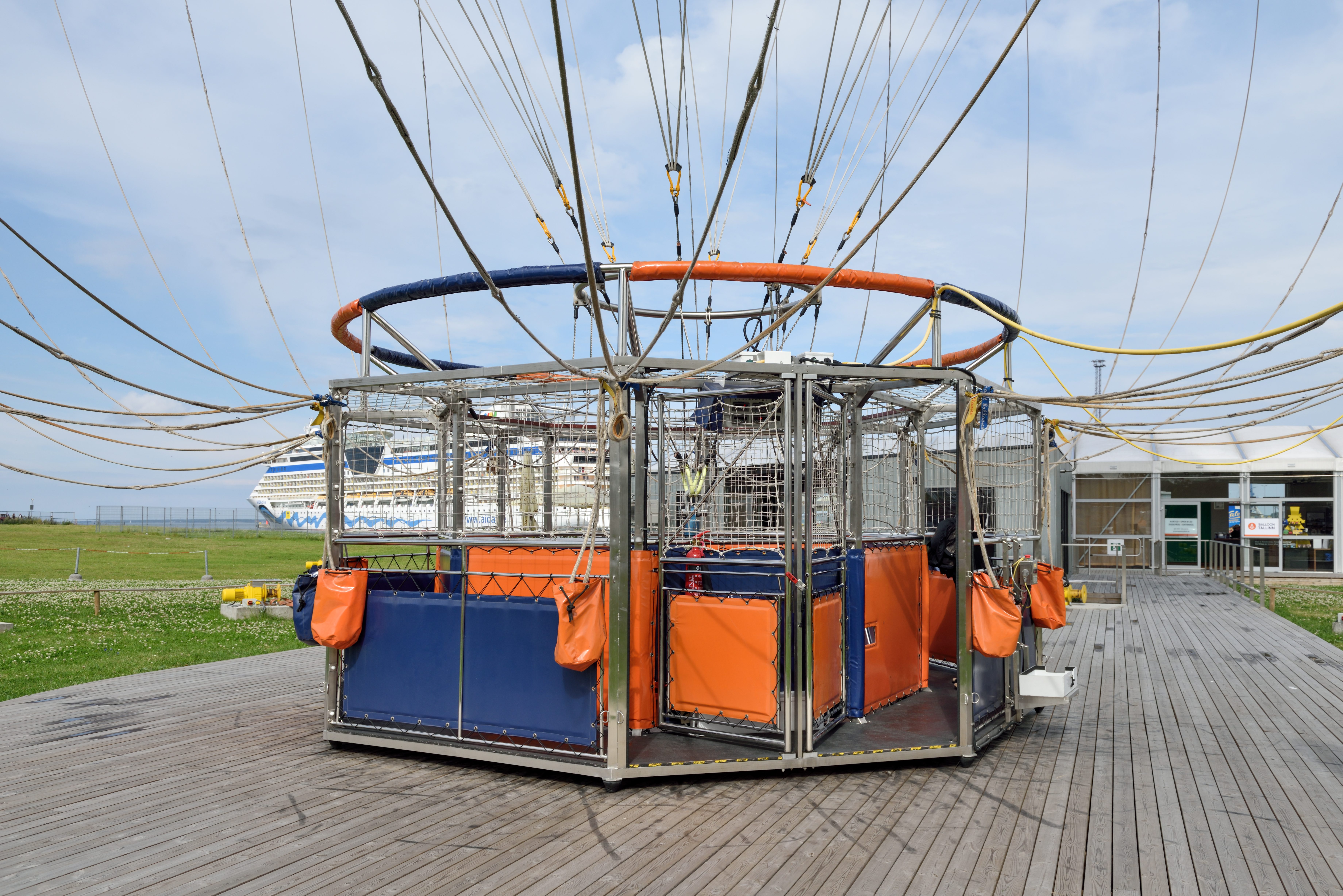
Współczesny kosz balonowy wykorzystywany do lotów turystycznych

Kosz balonowy – pomieszczenie załogi balonu, zawierające również urządzenia i przyrządy konieczne do sterowania balonem. Jest za pomocą lin przytwierdzony do obręczy nośnej balonu.
Najczęściej zbudowany jest z wikliny oplatającej ramę kosza (drewnianą lub stalową), posiada płozy ułatwiające lądowanie w przygodnym terenie.
Wyposażony jest w przyrządy pokładowe, tj.: busola, wariometr, radiostacja i in. W koszu znajduje się również balast, najczęściej w postaci worków z piaskiem.